# 日本管打楽器コンクール
日本管打楽器コンクール（にほんかんだがっきコンクール、1984年 - ）は、公益財団法人日本音楽教育文化振興会が主催する音楽コンクール。1984年に第1回が行われ、これまでに多数の演奏家を輩出している。主に若手の演奏家の登竜門として位置付けられている。

## 実施・部門
- 2010年以降、8月に約2週間かけて本選まで行われている[2]。また、予選・本選とも公開となっており、入場は無料となっている。
- 1つの楽器でのコンクール実施は3年に1度実施され、2025～2027年度は以下が予定されている[3]。

| 年度     | 開催部門                                               |
| -------- | ------------------------------------------------------ |
| 2025年度 | サクソフォーン・ホルン・ユーフォニアム・パーカッション |
| 2026年度 | オーボエ・クラリネット・トランペット・マリンバ         |
| 2027年度 | フルート・ファゴット・トロンボーン・テューバ           |

## 参加人数
各部門によって異なる。80名～240名。楽器人口に比例する。先着順の受付となる。

## 参加資格
年齢制限を満35歳以下とする。
また、過去に本コンクールで一位になった者の参加は認められない。国籍は不問。

## 審査員
主に各部門5名前後で構成される。楽器によっては海外からの審査員を招聘している。

## 一次・二次予選
- 一次予選:全ての参加者が対象。部門毎に異なるものの、課題曲は1曲ないし、2～3曲から選択。暗譜での演奏、ブラインド審査方式が殆ど。
- 二次予選:一次予選を通過した参加者が対象。概ね20人程。部門により異なるものの、課題曲と選択曲を演奏する場合が多い。
- 一次、二次予選とも出演順は抽選で決定される。

## 本選
二次予選を通過した5名前後による本選が行われ、1位から5位までの順位が決定される（「入選」という場合もあり）。演奏曲は1曲（主に20～30分のコンチェルト）。ただし、たとえ5名出場した場合に必ずしも1位、2位・・・となる訳ではない。「1位該当なし」などの場合もあり、その場合は繰り下げの表彰となる。

## 本選入賞者
各部門における本選入賞者は、表彰式において審査員全員の署名入りの表彰状と賞金を授与される。
また、各部門の最高位入賞者は同日の「最高位入賞者特別演奏会」において、本選課題曲を管弦楽団の伴奏で演奏する。
最高位入賞者は全部門の審査員により、「特別大賞」が1名選ばれる。
「表彰式」「特別演奏会」を持って、本コンクールが終了する。

## 表彰について
2025年度の開催要項では以下の通りとなっている。
- 賞金
  - 1位 70万円
  - 2位 30万円
  - 3位 10万円
  - 入選（4位・5位） 5万円
- 内閣総理大臣賞（特別大賞受賞者）- 各開催部門第1位入賞者の中から選ばれる
- 文部科学大臣奨励賞（各開催部門第1位入賞者）
- 東京都知事賞（各開催部門第1位入賞者）
- 別賞（特別大会演奏会 聴衆賞）